# Xoc hipovolèmic
El xoc hipovolèmic és una emergència mèdica i consisteix en la pèrdua del volum circulant o intravascular. En produir-se una disminució del volum de sang, provoca una disminució de la precàrrega, el cor no bomba tanta quantitat de sang i es produeix una disminució del cabal cardíac. Per tant, si el cor no bomba tanta sang, no arriba prou sang ni oxigen a les cèl·lules i provoca el dany a la perfusió tissular.
El xoc hipovolèmic és un dels diferents tipus de xocs i, aquest pot comprometre la vida de la persona. Pot fer que molts òrgans de l'organisme deixin de funcionar i, per això, requereix assistència mèdica d'urgència. Com més ràpid i major sigui la pèrdua de líquid més sever serà el xoc hipovolèmic.
Generalment, està demostrat que una persona pot perdre un 10% del volum corporal sense tenir efectes greus sobre la pressió arterial i el dèbit cardíac però, quan la pèrdua és superior al 20% del volum normal de sang causa el xoc hipovolèmic.
El terme hipovolèmia fa referència a la disminució del volum, en aquest cas del volum sanguini.

## Etiologia
La causa del xoc hipovolèmic pot ser evident, com per exemple un xoc hemorràgic, o bé hi pot haver pèrdues ocultes que cal detectar. Els factors etiològics del xoc hipovolèmic poden ser absoluts (pèrdues externes) o relatius (pèrdues internes).

### Factors etiològics absoluts

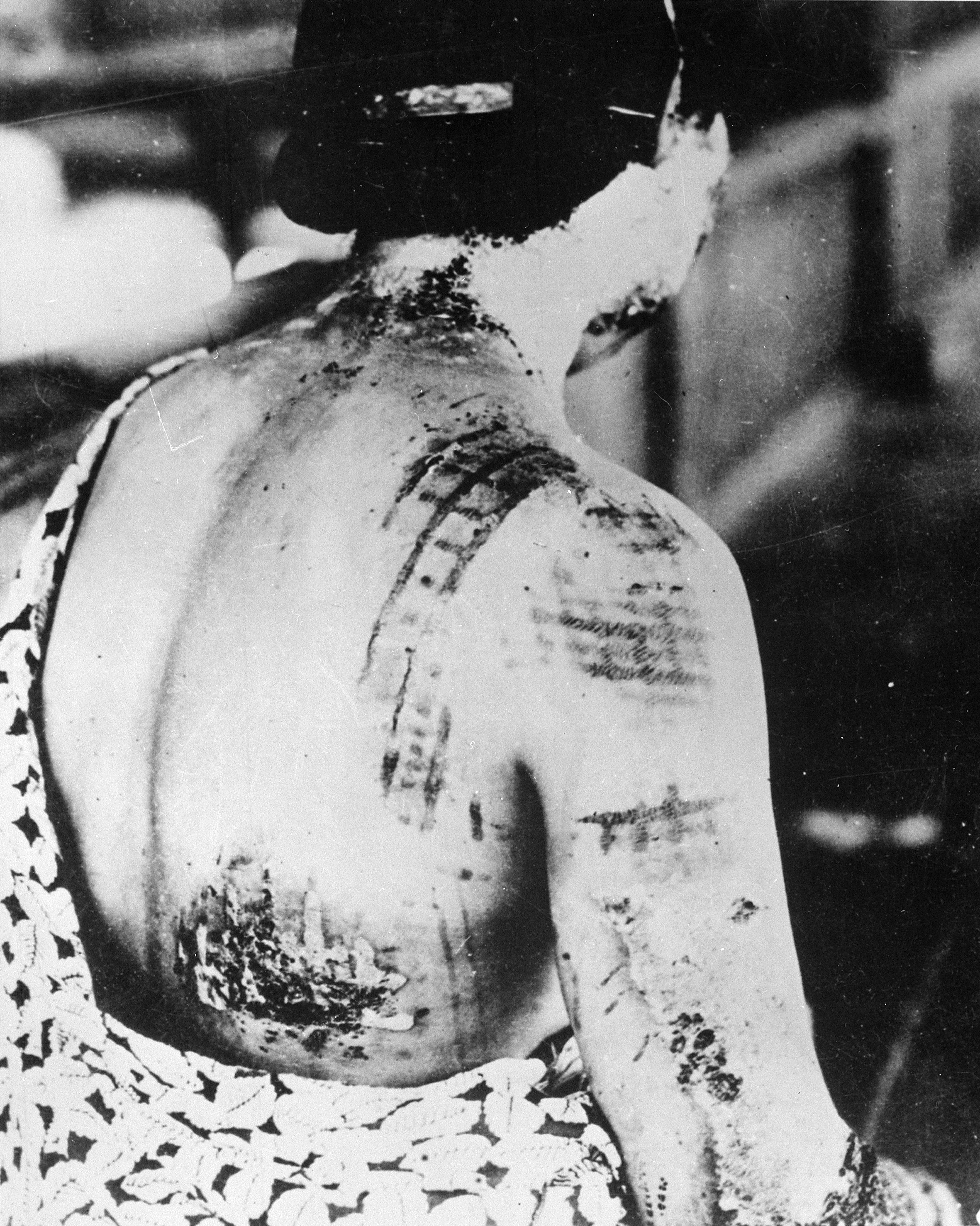
Dona amb lesions tèrmiques a la pell. Exemple d'una de les causes del xoc hipovolèmic.

Els factors absoluts són aquells que estan relacionats amb les pèrdues externes de sang.
- Pèrdua de sang completa: traumatismes, cirurgia, etc.
- Pèrdua de plasma: grans cremades, grans ferides, deshidratació, etc.
- Pèrdua d'altres líquids: vòmits, diarrees, poliúria, etc.

### Factors etiològics relatius
- Pèrdua de la integritat vascular: trencament de melsa, fractures òssies, pancreatitis hemorràgica, hemotòrax o hemoperitoneu, dissecció arterial, etc.
- Augment de la permeabilitat capil·lar: sèpsia, anafilaxi, lesions tèrmiques, etc.
- Disminució de la pressió col·loidosmòtica: depleció del sodi greu, hipopituïtarisme, cirrosi, obstrucció intestinal, etc.

Sovint, la causa del xoc és multifactorial, és a dir, que no només hi ha un factor que provoca la pèrdua de volum de sang.

## Epidemiologia
No hi ha estadístiques disponibles d'incidència de xoc hipovolèmic.

## Simptomatologia
- Hipotensió: La baixada de pressió és degut a la disminució del volum de sang.
- Pols dèbil i ràpid: El pols disminueix a causa de la falta de volum de sang.
- Ansietat, inquietud, estat mental alterat: A causa de la disminució de la perfusió cerebral i hipòxia.
- Pell freda: La temperatura de la pell disminueix, ja que l'organisme envia la sang als òrgans vitals per intentar mantenir la seva funció.
- Hipotèrmia.
- Respiracions ràpides: A causa de l'estimulació del sistema nerviós simpàtic i l'acidosi.
- Boca seca i sensació de set.
- Cansament.
- Mirada perduda: A causa de la disminució de la perfusió cerebral i falta d'oxigen.

## Patogènia

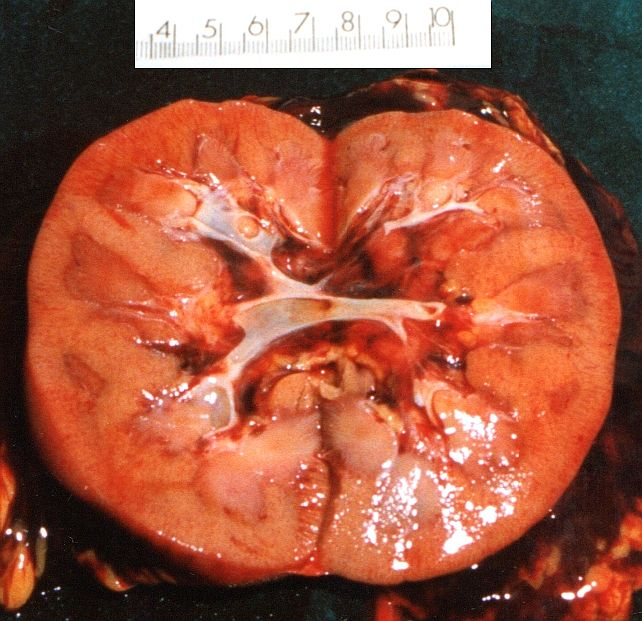
Ronyó en un cas de xoc hipovolèmic fatal

El cos humà, davant qualsevol alteració de l'organisme, activa els seus mecanismes de defensa. Davant d'una hemorràgia aguda, l'organisme activa els principals sistemes fisiològics per actuar davant d'aquesta: sistema cardiovascular, sistema renal i sistemes neuroendocrins. Aquests intenten mantenir la perfusió dels òrgans vitals per mantenir les funcions bàsiques de l'organisme. Tot i així, si no s'actua de forma immediata la gran disminució del volum de sang i la hipòxia que provoca desencadenarà una fallada multiorgànica.

### Resposta hematològica
La resposta hematològica de l'organisme davant la pèrdua d'una gran quantitat de sang consisteix en l'activació de la cascada de coagulació i la vasoconstricció dels vasos sanguinis sagnants. S'allibera una substància anomenada tromboxà que té com a funció d'induir la constricció dels vasos sanguinis i l'agregació plaquetària. D'aquesta manera es forma un coàgul immadur a la zona de sagnat.

### Resposta cardiovascular
El sistema cardiovascular també s'activa davant d'un sagnat agut i important i, ho fa mitjançant diferents canvis en el seu funcionament. En primer lloc, s'allibera una substància anomenada noradrenalina i es produeix una disminució del to vagal. Això, permet que es produeixi una resposta davant el sagnat actiu. La resposta consisteix en un increment de la freqüència cardíaca (FC), de la contractibilitat miocardíaca i la vasoconstricció dels vasos sanguinis perifèrics, motiu pel qual hi ha una disminució de la temperatura de la pell. El sistema cardiovascular, mitjançant la seva resposta, intenta redistribuir la sang als òrgans vitals per mantenir la seva funció: cervell, cor i ronyons.

### Resposta renal
El sistema renal dona resposta al sagnat actiu mitjançant l'activació del sistema renina-angiotensina (SRA), anomenat també sistema renina-angiotensina-aldosterona (SRAA). En primer lloc, la renina és segregada pels ronyons. Aquesta té la funció de convertir l'angiotensinògen a angiotensina 1 que, seguidament es convertira en angiotensina II al fetge i pulmons.
L'angiotensina II té dues funcions principals que ajudaran a revertir el xoc hipovolèmic, vasoconstricció del múscul llis arteriolar i l'estimulació de la secreció d'aldosterona a les glàndules suprarenals. L'aldosterona fa que els túbuls dels ronyons augmentin la reabsorció de i, en conseqüència, d'aigua. Això augmenta el volum de líquid en el cos, el que també augmenta la pressió arterial.

### Resposta neuroendocrina
El sistema neuroendocrí respon davant el xoc hipovolèmic mitjançant un increment de l'hormona antidiürètica (ADH) (alliberada a la hipòfisi) que produeix una disminució de la pressió arterial.

## Diagnòstic
El diagnòstic del xoc hipovolèmic es basa en l'examen físic de la persona, les proves complementàries i, del factor causal del xoc hipovolèmic.

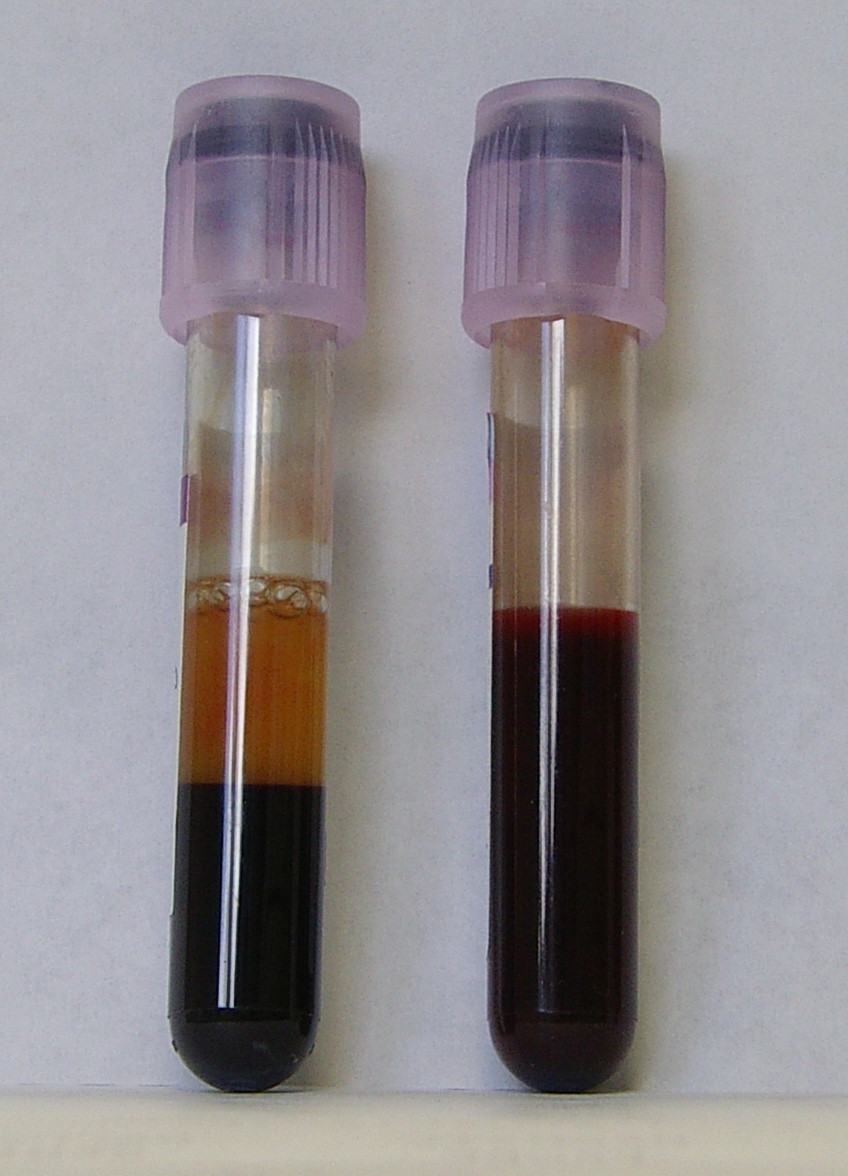
Tubs d'hemograma per realitzar les proves de laboratori

### Proves de laboratori
Els estudis inicials de laboratori seran: bioquímica, hemograma i coagulació. A l'hemograma s'hauran de mirar els nivells d'electròlits, sodi, potassi, hidrogencarbonat, urea, creatinina i glucosa en sang, etc. A la coagulació, es posarà èmfasi en el temps de protrombina i al temps de tromboplastina parcial activada. També, s'haurà de fer una gasometria arterial i una analítica de sang.

### Proves d'imatge
En els pacients amb traumatismes, signes i símptomes d'hipovolèmia, l'objectiu principal és detectar quina ha estat la causa. Un cop detectada la causa es faran les proves necessàries segons el cas. Cal remarcar que els pacients amb una hipotensió arterial severa o bé, en estat inestable, es duran a terme intervencions de reanimació.

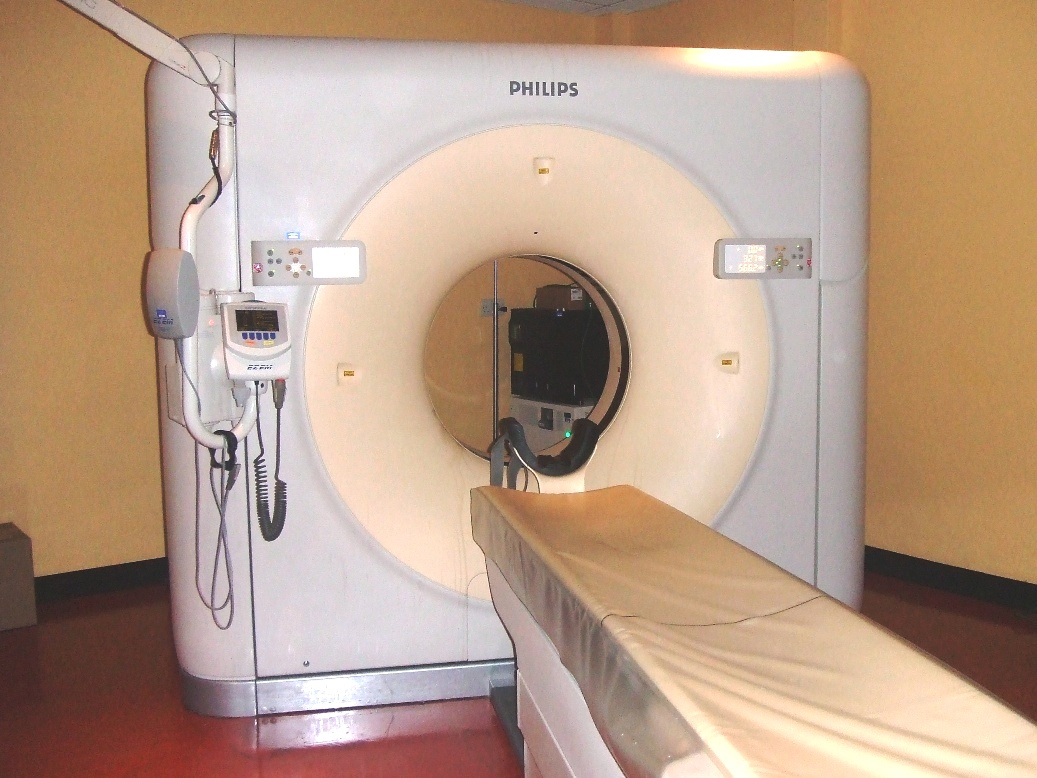
Escàner de Tomografia axial computeritzada

- Escàner de Tomografia axial computeritzadaTomografia computada, ecografia o radiografia a la zona afectada.
- Ecocardiografia: Es realitzen per detectar alteracions cardíaques.
- Endoscòpia: Es realitzen per detectar aneurismes abdominals.
- Cateterisme cardíac dret (Swan-Ganz).

### Diagnòstic diferencial
El diagnòstic diferencial és el procediment a partir del qual s'identifica una malaltia mitjançant l'exclusió d'altres possibles malalties amb un quadre clínic similar al que presenta la persona. Els diagnòstics diferencials poden ser:
- Embaràs ectòpic.
- Despreniment prematur de placenta.
- Fractura de fèmur o fractures de pelvis.
- Hemorràgia postpart o traumatismes durant l'embaràs.
- Placenta prèvia.
- Gastritis, úlcera pèptica i altres sagnats gastrointestinals.
- Toxicitat per ferro.
- Aneurisma abdominal o toràcic.

## Tractament

### Intervencions bàsiques
- Control del sagnat en el qual cal ser agressiu.
- Realització ABC: Hi ha dos tipus de valoracions, la primària, que té com a objectiu detectar problemes vitals de l'individu i la secundària que és una valoració més acurada. La valoració de l'ABC consisteix a valorar en primer lloc l'estat de consciència de la persona. L'individu pot estar conscient, somnolent o inconscient. En segons lloc, s'haurà de valorar la respiració, si l'individu respira, les característiques de les respiracions, etc. Finalment, haurem de valorar la circulació que inclou, pulsos, temperatura de la pell, presència de cianosi o no, etc. Un cop feta la valoració primària de ABC la tornarem a fer de forma més acurada quan l'individu estigui estabilitzat.
- Posició correcta del pacient: La posició més indicada és en decúbit supí i cames aixecades.

### Reposició de la volèmia
Consisteix en l'administració intravenosa de líquids per poder corregir la pèrdua de volèmia. La reposició de la volèmia es pot fer mitjançant solucions cristal·loides o col·loides.

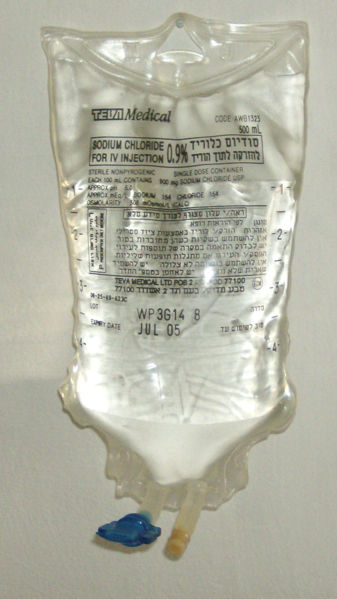
Sèrum fisiològic NaCl 0,9%.

- Cristal·loides: Són totes aquelles substàncies que tenen sodi. Les més usades són el Ringer Lactat i el NaCl 0,9%, que en ser isotònics no alteren l'osmolaritat extracel·lular i abandonen ràpidament l'espai vascular. Suposen la primera opció alhora de reposicionar fluids.Per restaurar el volum circulatori ha de ser infós un volum equivalent a 3 o 4 vegades el volum perdut.
- Col·loides: Són aquelles solucions que contenen partícules de gran pes molecular que com que no travessen les parets capil·lars incrementen la pressió oncòtica del plasma i mantenen un volum circulatori major que els cristal·loides. D'aquesta manera restauren més precoçment el volum circulant amb necessitat de menor volum. L'expansió de volum persisteix per un període de 3 a 24 hores. Algunes solucions col·loides són: albúmina (col·loide natural), gelafundina (col·loides sintètics), dextrano (dextrosa), etc.

### Transfusió per millorar l'anèmia
La mortalitat per hemorràgia severa acostuma a ser-ho més per hipovolèmia que per anèmia.

### Fàrmacs
Hi ha certs medicaments que són prevists en el tractament del xoc hipovolèmic.
- Fàrmacs inotròpics: aquests fàrmacs ajuden a incrementar la tensió arterial i la quantitat de sang bombejada pel cor, és a dir, increment del dèbit cardíac. Els principals fàrmacs inotròpics són la dopamina, la dobutamina, l'adrenalina i la noradrenalina.
- Fàrmacs vasodilatadors: aquests produeixen una vasodilatació de les artèries coronàries i permet, en primer lloc una major aportació d'oxigen a les cèl·lules i, en segon lloc una disminució de la postcàrrega. El vasodilatador més conegut és la nitroglicerina.[8]

## Pronòstic
El xoc hipovolèmic és una urgència que requereix una assistència mèdica ràpida i de qualitat. El pronòstic entre pacients és molt variables, ja que, aquest depèn dels símptomes, de les intervencions aplicades i, de gran rellevància el temps que s'ha tardat a fer el diagnòstic. Per tant, podem dir que el pronòstic és multifactorial. Aquest dependrà de:
- La quantitat de volum de sang/líquid que s'ha perdut.
- La lesió causant del xoc hipovolèmic.
- Malalties cròniques que requereixen tractament mèdic: diabetes mellitus, cardiopaties, etc.

Generalment, els pacients que són diagnòstics d'un xoc hipovolèmic més lleu tenen un pronòstic més optimista. Cal remarcar que quan la pèrdua de líquid corporal és >25% el xoc es considera irreversible i el pronòstic és negatiu. Per tant, l'actuació ha de ser immediata i, sobretot mutlidisciplinar.